# Gibson Marauder
A Gibson Marauder a Gibson cég egy rövid életű, sikertelen modellje. Összesen 7112 db-ot adtak el belőle (ebből 83 db Custom).

## Története
A Marauder Standardot 1974 és 1979 között (1975 januárjában kezdték árulni, 1974-ben összesen egy darabot adtak el), a Customot 1976-tól 1977-ig gyártották az USA-ban. A Gibson ezzel a gitárral próbált betörni a single coil hangszedős, csavarozott nyakú gitárok Fender uralta piacára. A Marauder eredeti ára 400USD alatt volt, így az akkori Gibsonok közt az egyik legolcsóbbnak számított (a Standard lisaára 1976-ban 359USD, a Customé 449USD volt). Szokatlan tulajdonságai miatt a gitár megbukott.
Tulajdonságai alapján a Fender Telecaster Custom vetélytársának szánták (még a kopólap alakja is hasonló), míg testvérmodellje, az ugyancsak 1976-ban kiadott, 3 single coil hangszedős S-1 a Stratocasterek kedvelőit célozta meg.

## Kronológia
- 1974: a Marauder debütálása, bár ebben az évben csak egyetlenegy darabot adtak el.[1]
- 1975: a Marauder először szerepel az árlistán,[2] megjelenik a promóciós lemez (45 rpm, 7" vinyl). Színválaszték: Natural Satin ($349), Wine Red ($399). Az év második árlistáján a Marauder már mint M-1 szerepel, beharangozzák a Marauder Customot (csak Sunburst, $449).[3]
- 1976: a Custom árát $499-ra emelik (a Standardé változatlan).[4] Az év második árlistáján a Standard Natural Satin árát $359-ra emelik és megjelenik a Standard Natural Maple Gloss $399-ért. 1976 végén a hangszedőválasztó kapcsolót felváltja a potméter.
- 1977: M-1 Natural Satin $399, Wine Red/Maple Gloss $449. Marauder Custom $539[5]
- 1978: januárban újabb áremelés, a Standard Natural Satin $419, a Wine Red/Maple Gloss $469, a Marauder Custom $559.[6] A májusi árlistáról lekerül a Marauder Custom. A választható új színek: Ebony, Walnut, Tobacco Sunburst, Natural Mahogany[7] és White.[8] Ebben az évben kelt el a legtöbb Marauder (3166 db).[1]
- 1979: a Marauder árát $399-ra csökkentik, az egyetlen választható szín a Walnut.[9]
- 1980: a modell hivatalosan megszűnik, de a gyártást csak 1981 elején szüntetik meg teljesen. Ebben az időszakban készült néhány Marauder Candy Apple Red színben is.

## Felépítése
A Marauder teste a Les Paulhoz hasonló, single cut, ami mahagóniból, juharból vagy égerből készült. A nyak juharból készült, 22 érintős, 24-3/4"-os menzúrájú, csavarozott, a Gibson Flying V-hez hasonló fejjel, rózsafa vagy juhar fogólappal. A berakások a juhar fogólapokon pontok, a Customok rózsafa fogólapjain trapéz alakúak.
A gitár legnagyobb erősségei a hangszedők, amiket Bill Lawrence tervezett. A nyaki hangszedő egy Super Humbucker, a híd hangszedő pedig egy penge vasmagos single coil, ami – a Fender Telecasteréhez hasonlóan – szöget zár be a híddal. Mindkét hangszedőt átlátszó epoxigyanta veszi körül, így látni lehet a tekercseket.
A korai Maraudereken a hangszedőket egy háromállású kapcsolóval (a test alsó részén) lehetett váltani, amit később egy potméter ("csirkefej" gombbal!) váltott fel, amivel átmenet nélkül lehet a két hangszedő hangját keverni, ami elég szokatlan megoldásnak számított. Ez a szabályzó a hangerő és hangszín potméterek közé került.
Az olcsóbb gyártás érdekében a hangszedők és a kezelőszervek a test helyett a kopólapra lettek szerelve, akárcsak a Fender gitárokon. 
A Maruderek mind Schaller “wide travel” tune-o-matic híddal és fix húrlábbal készültek.

## A Kiss kapcsolat
A Kiss volt a gitár reklámarca a 70-es években, a reklámokban egyenesen "a Kiss gitár"-nak nevezték. Létezett egy Paul Stanley Signature változat is, a kopólapon a gitáros aláírásával. A gitár, Paul és Ace Frehley szerepeltek is egy fotósorozaton, de a gitár egy Kiss koncerten se szólalt meg. Ironikus, de Paul Stanley a Maraudereket csak a koncertvégi gitárzúzásokkor használta.

## Híresebb tulajdonosok
- Paul Stanley a Kiss-ből
- Sonic Youth-os Thurston Moorenak is volt egy Maraudere 1986-ig, de ellopták
- Josh Homme a Queens of the Stone Age-ből
- Deryck Whibley a Sum 41-ból

## Külső hivatkozások
- Know Your Gibson: Marauder and S-1 (angolul)